# Browns Bay
Browns Bay est une banlieue de la cité d’Auckland, située dans le secteur de l’East Coast Bays (en) dans l’Île du Nord de la Nouvelle-Zélande.

## Situation
La ville de Browns Bay est située à l’ouest du golfe de Hauraki, qui la limite à l’est, au nord-est et au sud-est. Au sud, se trouve la banlieue de Rothesay Bay et au sud ouest, s’étend Murrays Bay avec plus haut, à l’ouest, Northcross, alors que Torbay Heights est au nord-ouest. Enfin, au nord, se trouve la ville de Waiake.

## Gouvernance
La banlieue de Browns Bay est sous la gouvernance locale du Conseil d’Auckland, et est située dans le ward d'Albany (en), une des treize zones administratives du conseil d’Auckland.

## Population
La population était de 3 978 habitants lors du recensement de 2006, en augmentation de 282 résidents par rapport à celui de 2001.
Browns Bay est aussi à l’exact antipode de la ville de Benaoján en Espagne.

## Histoire
Peter Brown, d’après qui la baie a été dénommée, acheta 136 acres de forêt et de landes à cet endroit en 1876. Il construisit sa maison sur ce qui est maintenant le coin de Clyde Road et d’Anzac Road. Cette maison fut détruite par le feu en 1930. Il construisit aussi la résidence de direction en 1886 dominant ses terrains, maintenant nommé Freyberg Park au niveau du 33 Glencoe Road. Cette maison existe toujours et on considère que c’est la plus ancienne existant sur la baie de East Coast Bays.

## Éducation
L’école de Browns Bay est une école contribuant au primaire (allant de 1 à 6 ans, qui a un taux de décile de 10 et un effectif de 639 élèves. L’école fut fondée en 1888.
L’école d’Arts Corelli est une école mixte (allant de l’année 1 à 13), avec un effectif de 78 élèves. C’est une école privée, qui propose un programme spécialisé dans les arts visuels, la musique, le drame et la danse en plus du cursus général.

## Sport et loisirs

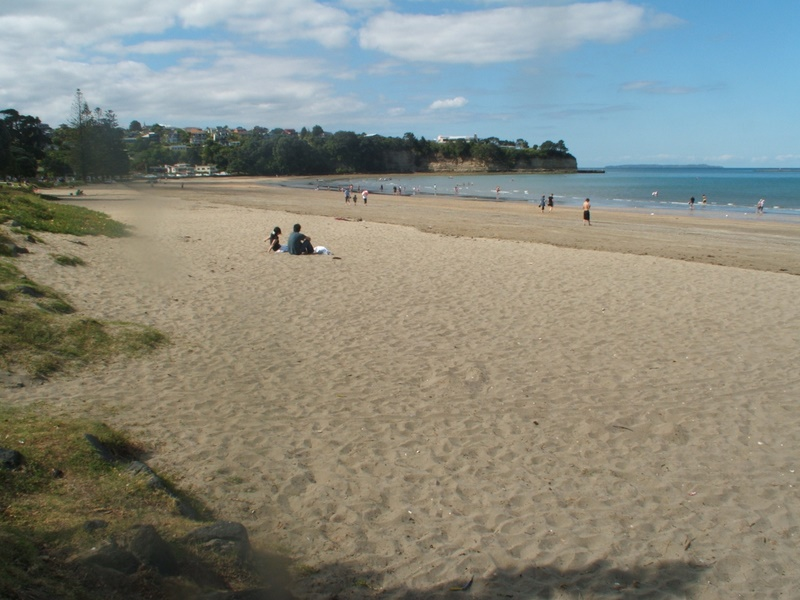
La plage de “Browns Bay”.

Le club de l’East Coast Bays Barracudas (en), évoluant en ligue de Rugby à XIII, est basé à Browns Bay.